# Al Asalah
Al Asalah er det største salafistiske politisk parti i Bahrain, med 4 medlemmer i parlamentet efter valget i 2006. 
Partiet er den politiske del af Islamisk uddannelses forening.  Asalahs leder er Ghanim Al Buaneen som overtog pladsen fra sheik Adel Mouwda, som blev smidt ud af partiet fordi han blev beskyldt for at komme for tæt på Shia islamisterne, Al Wefag. Asalah er mest populært i de konservative bastioner i Muharraq og Riffa.